# Nereis anodonta
Nereis anodonta är en ringmaskart som beskrevs av Schmarda 1861. Nereis anodonta ingår i släktet Nereis och familjen Nereididae. Inga underarter finns listade i Catalogue of Life.